# Monumento à Cidade do Salvador
O Monumento à Cidade do Salvador, também conhecido como Fonte da Rampa do Mercado, é uma escultura do artista baiano Mário Cravo, instalada no bairro do Comércio, em Salvador, no dia 13 de janeiro de 1970 . Trata-se de monumento tombado, em nível estadual. Está situado na Praça Visconde de Cairu, próximo a outras estruturas icônicas da cidade, igualmente tombadas, como o Elevador Lacerda e o Mercado Modelo. Também está próximo da sede do 2.º Distrito Naval e do Terminal Turístico Náutico da Bahia.

## História
O monumento inaugurado em 1970 foi feito sob encomenda do então prefeito de Salvador, Antônio Carlos Magalhães. Consiste de uma fonte com aproximadamente doze metros feita de fibra de vidro. O projeto foi inaugurado em 13 de janeiro de 1970.
Em 2002, o monumento passou pelo processo de tombamento junto ao Instituto do Patrimônio Artístico e Cultural da Bahia (IPAC), órgão estadual baiano responsável por conservar e resgatar a memória do Estado.

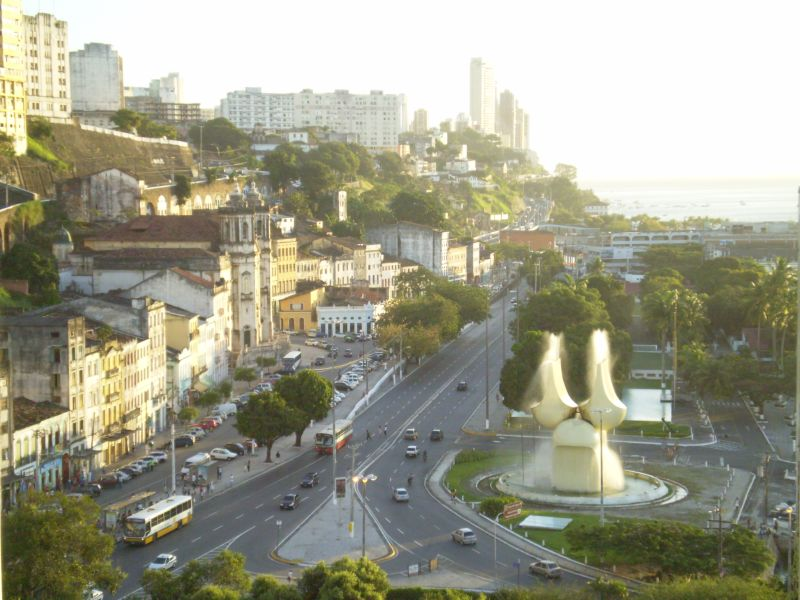
À direita, o monumento com seu chafariz em funcionamento. Ainda na foto de 2006, aparecem a Avenida do Contorno, no centro, e a Basílica Nossa Senhora da Conceição da Praia, à esquerda.

Em 21 de dezembro de 2019, quarenta e nove anos após a sua inauguração, o monumento foi consumido por um incêndio. Restaram apenas as estruturas de metal que o sustentavam. Na ocasião, o então prefeito da cidade, Antônio Carlos Magalhães Neto lamentou o episódio e prometeu a reconstrução da obra. No ano seguinte, especialistas vinculados à Fundação Gregório de Mattos (FGM) começaram a realizar vistorias para buscar caminhos para recuperar a obra, além de ouvir familiares de Mário Cravo.
A obra foi restaurada e reinaugurada em 11 de janeiro de 2023. 